# Philip B. Yampolsky
Philip Boas Yampolsky (* 20. Oktober 1920 in New York City; † 28. Juli 1996 im St. Luke’s Hospital ebenda) war ein amerikanischer Übersetzer japanischer Literatur und Buddhismuskundler mit Zen als Forschungsschwerpunkt. Yampolsky war ein Enkel des Anthropologen und Ethnologen Franz Boas.
Yampolsky studierte an der Horace Mann School und dem Columbia College der Columbia University, wo er 1942 seinen Abschluss machte. Im selben Jahr schrieb er sich in die Navy ein, wo er Japanisch lernte, um als Übersetzer im Pazifikkrieg eingesetzt werden zu können. Als Lieutenant Junior Grade nahm er u. a. an der Schlacht um Iwojima teil und erhielt für seine Übersetzungstätigkeit den Bronze Star.
Nach dem Krieg konnte Yampolsky dank eines Fulbright-Stipendiums in Kyōto Buddhismus studieren, wo er von 1954 bis 1962 blieb. In dieser Zeit erstellte er die ersten Übersetzungsarbeiten zen-buddhistischer Literatur, u. a. in Kooperation mit Gary Snyder, Burton Watson, Yoshitaka Iriya und Seizan Yanagida.
Nach seiner Rückkehr in die Vereinigten Staaten im Jahr 1962 studierte Yampolsky wieder an der Columbia University, wo er dem Mitarbeiterstab der East Asian Library beitrat und 1965 seinen Ph.D. machte. 1968 wurde er Chefbibliothekar der East Asian Library und behielt diesen Posten bis 1981 inne, als er zum ordentlichen Professor für Japanisch berufen wurde. Obwohl er 1990 in Ruhestand ging, unterrichtete er weiter bis 1994.

## Werke (Auswahl)
- Platform Sutra of the Sixth Patriarch (1967) (Records of Civilization: Sources and Studies)
- The Zen Master Hakuin: Selected Writings (1971)
- Selected Writings of Nichiren (1990)
- Letters of Nichiren (1996)